# Kaiserpokal 1969
Der Kaiserpokal 1969 war die 49. Austragung des Kaiserpokals, des höchsten japanischen Fußballpokalwettbewerbs. Sieger des Wettbewerbs waren die Toyo Industries.

## Ergebnisse

### Viertelfinale
|                    | Ergebnis |                             |
| ------------------ | -------- | --------------------------- |
| Keiō-Universität   | 2:4      | Furukawa Electric           |
| Hōsei-Universität  | 1:6      | Toyo Industries             |
| Rikkyō-Universität | 3:3      | Yawata Steel                |
| Meiji-Universität  | 0:1      | Mitsubishi Heavy Industries |

### Halbfinale
|                    | Ergebnis |                             |
| ------------------ | -------- | --------------------------- |
| Furukawa Electric  | 0:1      | Toyo Industries             |
| Rikkyō-Universität | 2:1      | Mitsubishi Heavy Industries |

### Finale
|                 | Ergebnis |                    |
| --------------- | -------- | ------------------ |
| Toyo Industries | 4:1      | Rikkyō-Universität |